# 傅廷元
傅廷元（1840年—?），字辉山，四川省重慶府璧山縣人，清朝政治人物、同進士出身。

## 生平
道光二十年生。同治十年举孝廉方正，光绪二年丙子科中北闱乡榜，光緒三年（1877年），参加丁丑科殿試，登進士三甲第176名。同年五月，經吏部掣簽，授即用山西知县。